# Маркиз де Баркаррота

Герб муниципалитета Баркаррота, провинция Бадахос, автономное сообщество Эстремадура.

Маркиз де Баркаррота — испанский дворянский титул. Он был создан в 1847 году королевой Испании Изабеллой II для Марии Франсиски де Салес Портокарреро и Киркпатрик (1825—1860), старшей дочери испанского гранда и офицера Киприано Палафокса и Портокарреро, 8-го графа де Монтихо (1784—1839), и его жены, Марии Мануэлы Киркпатрик (1794—1879).
Название маркизата происходит от названия муниципалитета Баркаррота, провинция Бадахос, автономное сообщество Эстремадура.

## Маркизы де Баркаррота
- Мария Франсиска де Салес Портокарреро (29 января 1825 — 16 сентября 1860), 1-я маркиза де Баркаррота. Старшая дочь Киприано Палафокса и Портокарреро, 8-го графа Монтихо (1784—1839), и Марии Мануэлы Киркпатрик (1794—1879).
- Карлос Мария Фитц-Джеймс Стюарт и Портокарреро (4 декабря 1849 — 15 октября 1901), 2-й маркиз де Баркаррота, 16-й герцог де Альба, 9-й герцог де Лириа-и-Херика, 9-й герцог Бервик и 14-й герцог де Уэскар. Единственный сын предыдущей и Хакобо Фитц-Джеймса Стюарта и Вентимилья (1821—1881), 15-го герцога Альба (1835—1881).
- Хакобо Фитц-Джеймс Стюарт и Фалько (17 октября 1878 — 24 сентября 1953), 3-й маркиз де Баркаррота, 17-й герцог де Альба, 10-й герцог де Лирия-и-Херика, 10-й герцог де Бервик и 15-й герцог де Уэскар. Старший сын предыдущего и Марии дель Росарио Фалько и Осорио (1854—1904), 21-й графине де Сируэла.
- Мария дель Росарио Каэтана Фитц-Джеймс Стюарт и Сильва (28 марта 1926 — 20 ноября 2014), 4-я маркиза де Баркаррота, 18-я герцогиня де Альба, 11-я герцогиня де Лирия-и-Херика, 11-я герцогиня де Бервик и 16-я герцогиня де Уэскар. Единственная дочь предыдущего и Марии дель Росарио де Сильва и Гуртубай (1900—1934), 15-й герцогини Альяга и 10-й маркизы де Сан-Висенте-дель-Барко.
- Карлос Фитц-Джеймс Стюарт и Мартинес де Ирухо (род. 2 октября 1948), 5-й маркиз де Баркаррота, 19-й герцог де Альба, 12-й герцог де Бервик, 12-й герцог де Лирия-и-Херика и 17-й герцог де Уэскар. Старший сын Марии дель Росарио Каэтаны Альфонсы Виктории Эухении Франсиски Фитц-Джеймс Стюарт и Сильва (1926—2014), 18-й герцогини Альба, от первого брака с Луисом Мартинесом де Ирухо-и-Артаскос (1919—1972).